# Zoraida flaviventris
Zoraida flaviventris är en insektsart som beskrevs av Frederick Arthur Godfrey Muir 1917. Zoraida flaviventris ingår i släktet Zoraida och familjen Derbidae. Inga underarter finns listade i Catalogue of Life.